# Борзя (село)
Борзя — упразднённое село в Архаринском районе Амурской области России. На момент упразднения входило в состав Иннокентьевского сельсовета. Исключено из учётных данных в 1988 году.

## География
Село располагалось правом берегу реки Борзя (приток Архары), на расстоянии примерно 10 километров (по прямой) к северо-востоку от села Иннокентьевка.

## История
Решением Амурского исполкома от 20 января 1988 года № 14, село Борзя исключено из учётных данных.